# 生駒市立俵口小学校
生駒市立俵口小学校（いこましりつ たわらぐちしょうがっこう）は、奈良県生駒市俵口町にある公立小学校。

## 沿革
- 1978年（昭和53年）4月1日 - 生駒市立生駒台小学校から分離して開校。
- 1978年（昭和53年）5月8日 - 生駒市立緑ヶ丘中学校と合同で竣工式を挙行し、この日を以って創立記念日とする。

## 通学区域
- 俵口町、東松ケ丘、西松ケ丘、光陽台、喜里が丘1丁目、喜里が丘2丁目、喜里が丘3丁目[1]

※卒業後は基本的に生駒市立生駒中学校に進学する。

## 金管バンド（吹奏楽部）
1987年に発足した俵口小学校金管バンド（吹奏楽部）。コンクール、コンサート、地域や施設への訪問演奏などの活動をしている。
| 開催日         | 名称                                                                            | 場所                                  | その他 |
| -------------- | ------------------------------------------------------------------------------- | ------------------------------------- | --- |
| 2000年1月16日  | 阪神淡路大震災５周年復興コンサート（そして未来へ）                              | 兵庫県立文化体育館                    | あすか野小・俵口小合同バンド                                                                                             |
| 2004年2月1日   | 第31回 奈良県トップバンドフェスティバル                                         | 橿原文化会館                          | あすか野小・俵口小合同バンド                                                                                             |
| 2006年2月5日   | 第33回 奈良県トップバンドフェスティバル                                         | 橿原文化会館                          | |
| 2010年11月14日 | いこま国際音楽祭 日野皓正コンサート                                             | 生駒市中央公民館サンホール            | ジャズトランペッター 日野皓正と共演                                                                                      |
| 2011年11月3日  | 第26回 国民文化祭・京都2011「吹奏楽の祭典」                                     | 京都会館                              | |
| 2012年3月2日   | 第18回 ふれあいライオンズコンサート                                             | たけまるホール                        | |
| 2012年4月28日  | ならブラスカーニバル 2012                                                       | やまと郡山城ホール                    | |
| 2012年6月17日  | ムジークフェストなら 2012 吹奏楽大フェスティバル                                | 奈良県庁前回廊                        | |
| 2013年3月16日  | 夢のようなコンサート                                                            | やまと郡山城ホール                    | 河合第三小、あすか野小ブラスバンド、桜ケ丘小ハーモニックバンドクラブ、俵口小金管バンド、王寺ジュニアバンド・ハルモが共演 |
| 2013年5月12日  | ならブラスカーニバル 2013                                                       | やまと郡山城ホール                    | |
| 2013年6月23日  | ムジークフェストなら2013 吹奏楽フェスティバル２                                 | 奈良県庁 議会棟前                     | |
| 2014年5月10日  | バンドパラダイス 2014 ～まるごと吹奏楽～                                        | 生駒山上遊園地                        | |
| 2015年3月7日   | 第20回 ふれあいライオンズコンサート                                             | たけまるホール                        | |
| 2015年6月13日  | ムジーク・プラッツ 2015 in 春日野園地 あおぞら吹奏楽！                          | 奈良公園春日野園地                    | 俵口小・桜ケ丘小合同バンド                                                                                               |
| 2017年1月21日  | ときめきコンサート Part Ⅱ サックス奏者 中村誠一と生駒市青少年・子ども音楽祭     | たけまるホール                        | サックス奏者 中村誠一と共演                                                                                              |
| 2017年1月29日  | 第44回 奈良県バンドフェスティバル                                               | 橿原文化会館                          | |
| 2017年3月4日   | 第22回 ふれあいライオンズコンサート                                             | たけまるホール                        | |
| 2017年4月1日   | 第21回 カプリシャスコンサート 俵口小金管バンド定期演奏会                        | たけまるホール                        | |
| 2017年9月23日  | 第16回 西日本バンドフェスティバル 2017 in 飛騨高山                              | 高山市民文化会館                      | |
| 2018年1月28日  | ときめきコンサート Part Ⅲ クラリネット奏者 花岡詠二と生駒市青少年・子ども音楽祭 | たけまるホール                        | クラリネット奏者 花岡詠二と共演                                                                                          |
| 2018年3月4日   | 第1回 いこま吹奏楽の日 〜朝から晩まで吹奏楽〜                                   | たけまるホール                        | 市内の小・中・高等学校と市民吹奏楽団が一堂に会する演奏会                                                                 |
| 2018年3月10日  | 第23回 ふれあいライオンズコンサート                                             | たけまるホール                        | 生駒市内の小学校バンドが集まる演奏会                                                                                     |
| 2018年3月31日  | 第22回 カプリシャスコンサート 俵口小金管バンド定期演奏会                        | たけまるホール                        | |
| 2018年5月6日   | 第25回 スプリングコンサート 生駒中学校吹奏楽部定期演奏会                        | たけまるホール                        | 友情出演 |
| 2018年11月24日 | 犯罪被害者支援チャリティーコンサート～ぬくもり～ in 生駒 vol.6                  | 北コミュニティセンター はばたきホール | |
| 2019年3月2日   | 第24回 ふれあいライオンズコンサート                                             | たけまるホール                        | 生駒市内の小学校バンドが集まる演奏会                                                                                     |
| 2019年3月10日  | 第2回 いこま吹奏楽の日 〜朝から晩まで吹奏楽〜                                   | たけまるホール                        | 市内の小・中・高等学校と市民吹奏楽団が一堂に会する演奏会                                                                 |
| 2019年3月30日  | 第23回 カプリシャスコンサート 俵口小金管バンド定期演奏会                        | たけまるホール                        | |
| 2019年3月31日  | 桜ヶ丘小学校ハーモニックバンドクラブ 第25回定期演奏会 HAPPY PRETTY CONCERT      | 桜ヶ丘小学校体育館                    | 友情出演 |
| 2019年5月5日   | 第26回 スプリングコンサート 生駒中学校吹奏楽部定期演奏会                        | たけまるホール                        | 友情出演 |
| 2019年11月3日  | 第66回 生駒市民文化祭 邦楽邦舞発表会                                            | たけまるホール                        | 特別出演 |

| 年   | 曲 | 関西大会結果                     | 全国大会結果     |
| ---- | --- | -------------------------------- | ---------------- |
| 1997 | あすか野・俵口小学校合同バンド                                                                                |                                  | 優秀賞           |
| 2001 | あすか野・俵口小学校合同バンド                                                                                | グッドサウンド賞                 | グッドサウンド賞 |
| 2002 | あすか野・俵口小学校合同バンド                                                                                | グッドサウンド賞                 | グッドサウンド賞 |
| 2003 | あすか野・俵口小学校合同バンド                                                                                | グッドサウンド賞                 | 優秀賞           |
| 2004 | あすか野・俵口小学校合同バンド                                                                                | 全国大会３年連続出場記念特別出演 |                  |
| 2005 | ミュージカル《オペラ座の怪人》                                                                                |                                  | グッドサウンド賞 |
| 2007 | 飛鳥 | 金賞・代表                       | 銀賞             |
| 2008 | 管弦楽組曲《第六の幸福をもたらす宿》                                                                          | 金賞・代表                       | 銀賞             |
| 2009 | 小組曲 より I. 小舟にて II. 行列 IV. バレエ                                                                   | 金賞・代表                       | 金賞             |
| 2010 | 序曲《ピータールー》                                                                                          | 特別演奏                         |                  |
| 2011 | 「セレクション フロム レ ミゼラブル」から 一日の終わりに、夢やぶれて、宿屋の主人のうた、On my own、民衆のうた | 金賞・代表                       | 銀賞             |
| 2012 | マードックからの最後の手紙                                                                                    | 金賞・代表                       | 銀賞             |
| 2013 | 「GR」より シンフォニック セレクション                                                                        | 金賞・代表                       | 銀賞             |
| 2014 | | 銀賞                             | -                |
| 2015 | ノアの方舟 | 銀賞                             | -                |
| 2016 | 吹奏楽のための音詩「輝きの海へ」                                                                              | 金賞・代表                       | 銅賞             |
| 2017 | 元禄 より（2014年版）                                                                                         | 銀賞                             | -                |
| 2018 | 海の男たちの歌                                                                                                | 銀賞                             | -                |
| 2019 | ルーマニア民俗舞曲                                                                                            | 銀賞                             | -                |

| 年   | 曲 | 大会結果           |
| ---- | --- | ------------------ |
| 2006 | 組曲「惑星」から 木星                                                                                         | 文部科学大臣奨励賞 |
| 2007 | 飛鳥 | 最優秀賞           |
| 2011 | 「セレクション フロム レ ミゼラブル」から 一日の終わりに、夢やぶれて、宿屋の主人のうた、On my own、民衆のうた | 最優秀賞           |
| 2012 | マードックからの最後の手紙                                                                                    |                    |
| 2016 | 吹奏楽のための音詩「輝きの海へ」                                                                              | 優良賞             |
| 2017 | 元禄（2014年版）                                                                                              |                    |
| 2018 | 海の男たちの歌                                                                                                | 優秀賞             |

| 年   | 曲名                       | 結果   |
| ---- | -------------------------- | ------ |
| 2012 | マードックからの最後の手紙 | 優秀賞 |

## 通学区域が隣接している学校
- 生駒市立生駒台小学校
- 生駒市立桜ヶ丘小学校
- 生駒市立生駒小学校

以下は大阪府。
- 東大阪市立孔舎衙東小学校
- 大東市立四条小学校
- 四條畷市立田原小学校